# The Vanguard Group
The Vanguard Group est un fonds de placement américain. Le groupe est basé à Malvern en Pennsylvanie et offre différents types de placements et autres produits financiers pour des individus, des sociétés ou des investisseurs institutionnels. Le groupe est le gérant d'environ 200 fonds d'investissements aux États-Unis et détient des participations dans environ 227 sociétés en dehors des États-Unis[Quand ?]. 
Il annonce gérer, au 30 septembre 2024, plus de 10 100 milliards de dollars américains d'actifs investis pour le compte de plus de 40 millions d'investisseurs.

## Historique
Le groupe est fondé le 1er mai 1975 et a été longtemps dirigé par John C. Bogle, crédité de l'invention du premier fonds indiciel. 
John Clifton Bogle quitte la présidence du groupe Vanguard en 1999, ayant atteint l'âge de la retraite. Il est remplacé par John J. (« Jack ») Brennan. En février 2008, F. William McNabb devient président du groupe. En août 2008, il est devenu PDG. Les deux successeurs de Bogle ont élargi l'offre de Vanguard.
En mai 2017, Vanguard lance une plateforme de financement au Royaume-Uni.
En juillet 2017, il est annoncé que McNabb allait être remplacé comme directeur général par le directeur des investissements, Mortimer J. Buckley, à compter du 1er janvier 2018. McNabb reste à la présidence du groupe jusqu'au 1er janvier 2019
En raison des règlementations européennes (UCITS notamment), seule une partie des fonds négocié en bourse (ETF) est accessible en France[réf. nécessaire].
L'entreprise réduit les frais associés à ses produits au fur et à mesure des améliorations techniques et de l'augmentation de la taille de ses fonds, plutôt que de créer de nouveaux fonds ou traqueurs. Ses frais de gestion sont passés de 0,89% en 1975, à 0,09% en 2021,.

## Principaux actifs
Vanguard étant principalement un émetteur de fonds négociés en bourse (FNB ou ETF en anglais) et de fonds mutuels, pour l'immense majorité indicielle, ils laissent le marché dicter leur allocation aux entreprises par rapport au poids des entreprises comparativement au reste du marché. 
Vanguard ne possède pas vraiment les entreprises ci-dessous, Vanguard agit comme un intermédiaire entre ses plus de 30 millions d'investisseurs et les entreprises ou États dans lesquelles elle investit. 
Collectivement, les 30 millions d'investisseurs des fonds Vanguard détiennent donc des parts significatives dans de grandes sociétés comme Pfizer avec 8,05 % (premier actionnaire), Johnson & Johnson avec 8,79 %, Moderna avec 6,34 %, AstraZeneca avec 2,32 %, Sanofi avec 2,32 %, Alphabetplus connu sous le nom de Google avec 7,35 %, Meta (anciennement Facebook) avec 6,72 %, Netflix avec 7,55 %,, Microsoft avec 7,91 %, Michelin, Pernod Ricard, Monsanto, ExxonMobil, Dow Chemical ou encore Foxconn. 
Ces derniers sont aussi le premier actionnaire de JPMorgan Chase avec 7,51 %, de Goldman Sachs devant State Street Corporation, avec 5,73 % et le premier actionnaire d'Apple, avec 7,01 %, et actionnaire d'Amazon, avec 6,33 % des actions.
Ils sont aussi actionnaire d'American Express pour environ 4,70 %  de son capital.
Mais aussi de BlackRock avec approximativement 8,325 % de leurs actions.

## Conseil d'administration
Le conseil d'administration est actuellement[Quand ?] composé de Mortimer « Tim » J. Buckley (actuel PDG), Emerson U. Fullwood (ancien vice-président de Xerox), Amy Gutmann (présidente de l'université de Pennsylvanie), F. Joseph Loughrey (ancien PDG de Cummins), Mark Loughridge (ancien vice-président et directeur financier d'IBM), Scott C. Malpass (ancien vice-président de l'Université Notre-Dame), Deanna Mulligan (CEO de la Guardian Life Insurance Company of America), André F. Perold, Sarah Bloom Raskin (ancienne secrétaire adjointe du Trésor américain) et Peter F. Volanakis (ancien PDG de Corning)[réf. nécessaire].

## Impact environnemental
Le Vanguard Group a un impact important compte tenu de la masse d'actifs que le groupe possède. L'entreprise et son concurrent BlackRock, dont elle est également actionnaire, sont régulièrement critiqués par les ONG environnementales de ne pas en faire assez en matière de transition énergétique et de développement durable en finançant les énergies fossiles, entre autres. Vanguard Group financerait 250 entreprises fortement émettrices de CO2.

## Identités visuelles

Ancien logo.
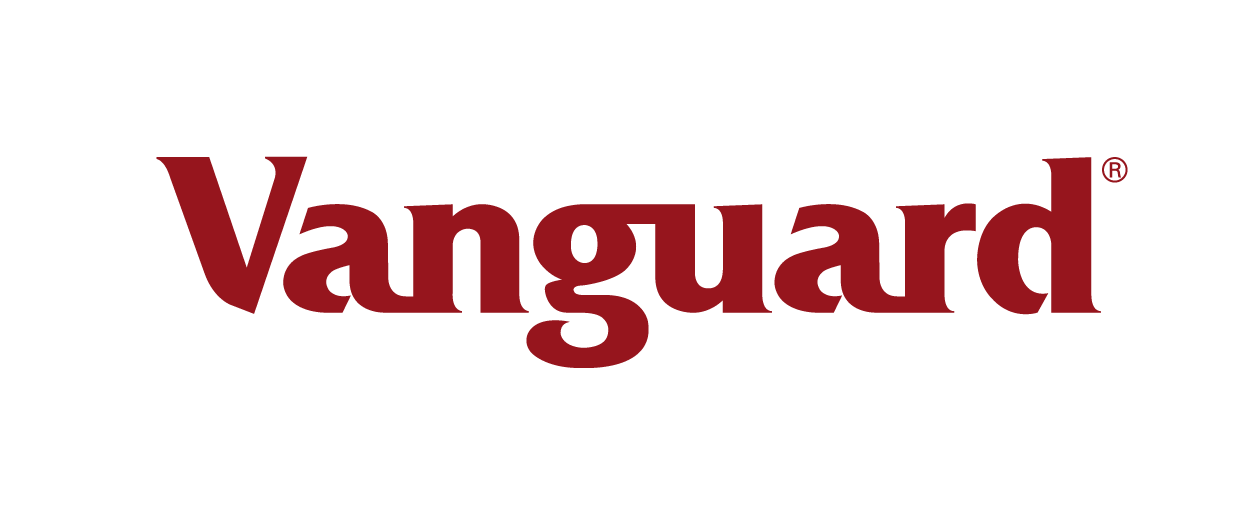
Logo actuel.